# Vigía del Fuerte
Vigía del Fuerte là một khu tự quản thuộc tỉnh Antioquia, Colombia. Thủ phủ của khu tự quản Vigía del Fuerte đóng tại Vigía del Fuerte Khu tự quản Vigía del Fuerte có diện tích 1780 ki lô mét vuông. Đến thời điểm ngày 28 tháng 5 năm 2005, khu tự quản Vigía del Fuerte có dân số 7219 người.